# Bier in Mauritius

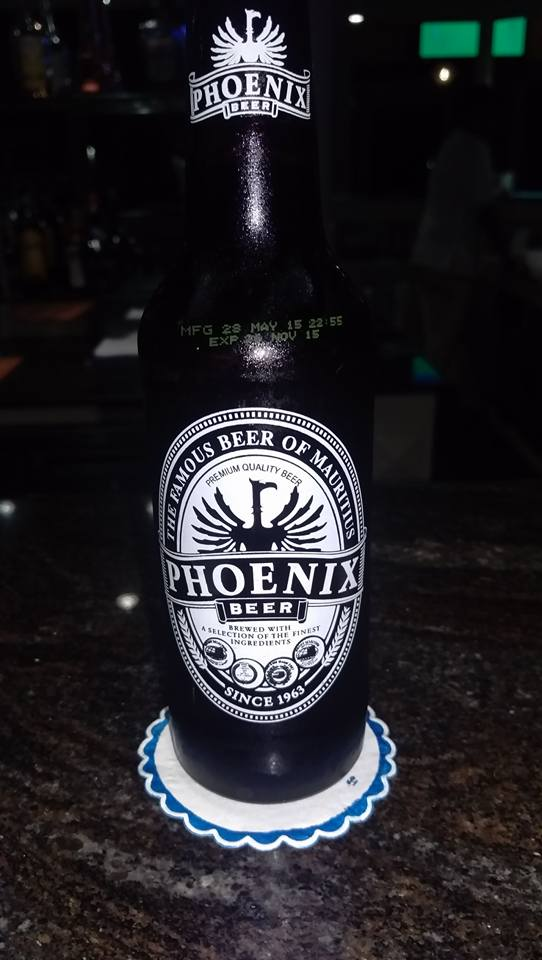
Phoenix Beer, Mauritius

Bier is de meest populaire alcoholische drank in Mauritius met een marktaandeel van 73% tegenover wijn 12% en sterkedrank 15%. De lokale dranken in Mauritius zijn bier en rum gemaakt van suikerriet. Er worden zoals overal in Afrika vooral lagers geproduceerd die meestal koud geserveerd worden. 
De grootste brouwerij is Phoenix Beverages (voorheen Mauritius Breweries), onderdeel van The Phoenix Beverages Group, die behalve lagers ook frisdranken, mineraalwaters en andere alcoholische producten produceert en op de markt brengt. Het vlaggenschip van de brouwerij en best verkochte bier van het land is Phoenix Beer, het eerste bier dat in Mauritius werd gebrouwen in augustus 1963. De firma produceert en distribueert ook Guinness Foreign Extra Stout onder licentie. Een tweede populair bier is Black Eagle (sinds 2005 op de markt) van de Universal Breweries, in 2004 opgericht door de Eros Group uit New-Delhi.
Er bevinden zich nog twee brouwerijen op het eiland, De microbrouwerij Stag Beverages en een brouwcafé de Flying Dodo Brewing Company dat in 2012 opgestart werd door Innovative Concept Enterprise (ICE Ltd.) in Bagatelle en elke maand een nieuw bier brouwt.

## Cijfers
- Bierproductie: ?
- Bierconsumptie:  500.000 hl
- Bierconsumptie per inwoner: 33 liter[3]
- Actieve brouwerijen: 4

## Brouwerijen
- Phoenix Beverages
- Universal Breweries
- Stag Beverages
- Flying Dodo Brewing Company

## Bieren
- Phoenix Beer
- Blue Marlin
- Stella Pils
- Black Eagle
- Flying Dodo (verschillende versies)
- Stag